# Ma'ale Šomron
Ma'ale Šomron (hebrejsky מַעֲלֵה שׁוֹמְרוֹן, doslova „Svah Samařska“, v oficiálním přepisu do angličtiny Ma'ale Shomeron, přepisováno též Ma'ale Shomron) je izraelská osada a vesnice typu společná osada (jišuv kehilati) na Západním břehu Jordánu v distriktu Judea a Samaří a v Oblastní radě Šomron (Samařsko).

## Geografie
Nachází se v nadmořské výšce 315 metrů na západním okraji hornatiny Samařska, cca 20 kilometrů severovýchodně od města Petach Tikva, cca 12 kilometrů severozápadně od města Ariel, cca 45 kilometrů severozápadně od historického jádra Jeruzalému a cca 30 kilometrů severovýchodně od centra Tel Avivu.
Na dopravní síť Západního břehu Jordánu je napojena jednak lokální komunikací, procházející sousední velkou izraelskou osadou Karnej Šomron, jednak přímým napojením na dálnici číslo 55, která spojuje v západovýchodním směru oblasti Izraelské pobřežní planiny s vnitrozemím Západního břehu Jordánu.
Vesnice leží cca 8 kilometrů za Zelenou linií, která odděluje Izrael v jeho mezinárodně uznávaných hranicích. Nachází se v nevelkém ale územně souvislém bloku izraelských sídel na Západním břehu Jordánu, jehož součástí je v bezprostředním okolí ještě menší město Karnej Šomron, se kterým vytváří prakticky souvislou aglomeraci. Od dalších izraelských osad na jihovýchodní straně (Nofim, Jakir) je oddělena hlubokým údolím vádí Nachal Kana. Jen cca 1 kilometr severozápadně od Ma'ale Šomron se nachází palestinské město Azzun.

## Dějiny
Vesnice Ma'ale Šomron byla založena v roce 1980. Už 14. ledna 1978 rozhodla izraelská vláda o rozšíření stávající osady Karnej Šomron s tím, že sem bude převedena nová skupina budoucích obyvatel. Pracovně se nová lokalita nazývala Karnej Šomron Bet. Iniciátory vzniku nové osady byli aktivisté napojení na hnutí Cherut. Územní plán zde počítal s výhledovou kapacitou 219 bytových jednotek (později změněno na 520, z toho ovšem zatím realizována jen menší část). První skupina osadníků sem dorazila v únoru 1980.
V obci v současnosti funguje synagoga, mikve, obchod se smíšeným zbožím, předškolní zařízení pro děti, veřejná knihovna a zdravotní středisko.
V červenci 2000 byla jižně od stávající obce založena izolovaná skupina domů nazvaná Ma'ale Šomron Darom (Ma'ale Šomron-jih, nebo též Elmatan). Vládní zpráva z doby po roce 2006 zde už uvádí čtrnáct trvale sídlících rodin. Zástavba sestávala z dvaceti provizorních karavanů, z nichž jeden sloužil jako synagoga a jeden využívali vojáci. Tato nová skupina domů disponovala generátorem na elektřinu a cisternou na vodu. V okolí bylo vysázeno několik desítek olivových a mandlových stromů. Podle zprávy organizace Peace Now byl Elmatan založen až v lednu 2002 a k roku 2007 se zde uvádí už 48 stálých obyvatel.
Podle plánů z počátku 21. století měla být osada Ma'ale Šomron společně s okolním blokem osad, tvořeným obcemi Jakir, Nofim, Karnej Šomron, Immanuel a dál k severovýchodu až k osadě Kedumim, zahrnuta do bezpečnostní bariéry. Vznikl by tak hluboký koridor vnikající západovýchodním směrem do centrálního Samařska. Tento koridor by probíhal paralelně s obdobným pásem izraelských sídel zahrnutých do bezpečnostní bariéry směrem k městu Ariel. Mezi oběma pásy by ovšem nebylo propojení a Ma'ale Šomron by tak ztratila spojení jižním směrem na osady Revava, Barkan a Kirjat Netafim. Dle stavu z roku 2008 ale nebyla bariéra v tomto úseku ještě postavena a ani nedošlo k definitivnímu stanovení její trasy. Bariéra byla místo toho zatím postavena v mnohem menším rozsahu daleko na západě, okolo obce Alfej Menaše. Budoucí existence osady Ma'ale Šomron závisí na podmínkách případné mírové dohody mezi Izraelem a Palestinci.

## Demografie
Obyvatelstvo Ma'ale Šomron je v databázi rady Ješa popisováno jako smíšené, tedy složené ze sekulárních i nábožensky založených Izraelců. Podle údajů z roku 2014 tvořili naprostou většinu obyvatel Židé – cca 900 osob (včetně statistické kategorie "ostatní", která zahrnuje nearabské obyvatele židovského původu ale bez formální příslušnosti k židovskému náboženství, cca 1000 osob).
Jde o menší obec vesnického typu, která ale tvoří neformální součást větší aglomerace sousedního městského sídla Karnej Šomron, s dlouhodobě mírně rostoucí populací. K 31. prosinci 2014 zde žilo 965 lidí. Během roku 2014 registrovaná populace stoupla o 3,2 %. Ze současných cca 140 rodin se má výhledově osada rozšířit až na 330 rodin.
| Rok            | 1983 | 1989 | 1990 | 1991 | 1992 | 1993 | 1994 | 1995 | 1996 | 1997 | 1998 | 1999 | 2000 |
| -------------- | ---- | ---- | ---- | ---- | ---- | ---- | ---- | ---- | ---- | ---- | ---- | ---- | ---- |
| Počet obyvatel | 188  | 246  | 268  | 315  | 360  | 397  | 432  | 421  | 440  | 470  | 486  | 527  | 504  |

| Rok            | 2001 | 2002 | 2003 | 2004 | 2005 | 2006 | 2007 | 2008 | 2009 | 2010 | 2011 | 2012 | 2013 | 2014 |
| -------------- | ---- | ---- | ---- | ---- | ---- | ---- | ---- | ---- | ---- | ---- | ---- | ---- | ---- | ---- |
| Počet obyvatel | 504  | 527  | 533  | 549  | 574  | 570  | 577  | 582  | 789  | 837  | 860  | 863  | 935  | 965  |